# Paul Melchior (professeur)
Pour les articles homonymes, voir Paul Melchior.
Le baron Paul Jacques Léon Camille Melchior, né le 30 septembre 1925 à Mont-sur-Marchienne et mort le 15 septembre 2004 est un professeur belge, docteur en sciences mathématiques.
De 1981 à 1990, il assura la direction de l’observatoire royal de Belgique. Durant son mandat, il crée et développe à Walferdange, au Grand-Duché du Luxembourg, un important laboratoire souterrain de géodynamique, de gravimètres, de pendules horizontaux, d’extensomètres horizontaux et verticaux, de clinomètres.
Il fut fait baron le 13 juillet 1994. Sa devise est In Omnibus Terris Amicus.

## Carrière académique
- professeur émérite de l'UCL
- professeur honoraire de l'Institut de géodésie et de géophysique de l'Academia sinica à Wuhan (Chine)
- directeur du Centre international des marées terrestres de l'Association internationale de géodésie
- secrétaire général honoraire de l'Union géodésique et géophysique internationale
- fellow de l'American Geophysical Union
- associate de la Royal Astronomical Society de Londres
- membre étranger de :
  - l'Académie finlandaise des sciences et des lettres
  - l'Institut grand-ducal des sciences de Luxembourg
  - l'Académie royale des sciences d'Espagne
  - l'Académie royale des sciences des Pays-Bas
  - l'Académie des sciences de Roumanie
- docteur-ingénieur honoris causa de l'université de Darmstadt

## Prix
- Prix de géophysique
- Prix Lagrange
- Prix Stroobant
- Prix Ed. Mailly de l'Académie royale de Belgique

## Distinctions
- Grand-officier de l'ordre de Léopold II
- Officier de l'Ordre de la Couronne
- Chevalier de l'ordre de Léopold
- Croix civique de première classe
- Commandeur de l'ordre du Mérite
- Officier de l'ordre de la Couronne de chêne du Grand-Duché du Luxembourg
- Chevalier de l'ordre du Mérite de la République italienne